# Horst Eckel
Pour les articles homonymes, voir Eckel.
Horst Eckel, né le 8 février 1932 à Vogelbach et mort le 3 décembre 2021, est un footballeur et entraîneur allemand des années 1950 et 1960.
Le 7 novembre 2017, après le décès de Hans Schäfer, il était l'ultime survivant de l'équipe victorieuse du « miracle de Berne ».

## Biographie

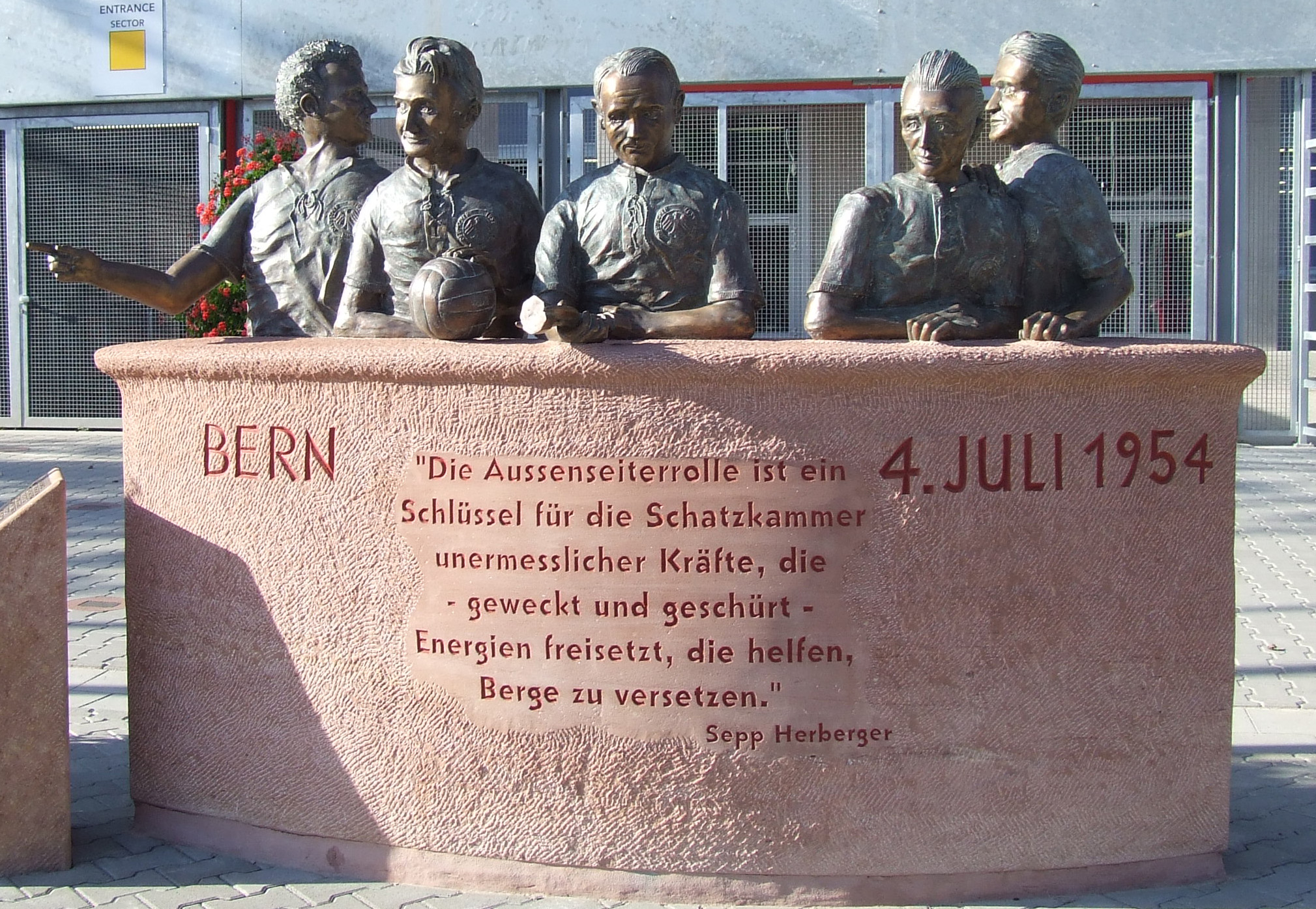
Les cinq joueurs de Kaiserslautern champions du monde 1954, statue devant le Fritz-Walter-Stadion. De gauche à droite : Werner Liebrich, Fritz Walter, Werner Kohlmeyer, Horst Eckel, Ottmar Walter.

En tant que milieu, Horst Eckel fut international allemand à 32 reprises (1952-1958) pour aucun but inscrit.
Il participa à la Coupe du monde de football de 1954, où il fut titulaire dans tous les matchs (Turquie, Hongrie, Yougoslavie et Autriche). Il fut champion du monde.
Il participa aussi à la Coupe du monde de football de 1958. Il fut titulaire contre l'Argentine, ne joua pas contre la Tchécoslovaquie, fut titulaire contre l'Irlande du Nord, contre la Yougoslavie et la Suède mais ne joua pas contre la France. L'Allemagne termina quatrième.
Il commença sa carrière au 1.FC Kaiserslautern, remportant deux titres de champion d'Allemagne (1951 et 1953) et fut finaliste en 1955. Puis il joua six saisons au SV Röchling Völklingen.
Il fut entraîneur une saison du SV Röchling Völklingen (1967-1968).

## Clubs

### En tant que joueur
- 1949-1960 :  1.FC Kaiserslautern
- 1960-1966 :  SV Völklingen
- 1967-1968 :  SV Röchling Völklingen

## Palmarès
- Coupe du monde de football
  - Vainqueur en 1954

- Championnat d'Allemagne de football
  - Champion en 1951 et en 1953
  - Vice-champion en  1954 et en 1955